# HATS-41
HATS-41 — одиночная звезда в созвездии Большого Пса на расстоянии приблизительно 2457 световых лет (около 753 парсек) от Солнца. Видимая звёздная величина звезды — +12,681m. Возраст звезды оценивается как около 1,34 млрд лет.
Вокруг звезды обращается, как минимум, одна планета.

## Характеристики
HATS-41 — жёлто-белая звезда спектрального класса F. Масса — около 1,496 солнечной, радиус — около 1,64 солнечного, светимость — около 3,821 солнечных. Эффективная температура — около 6237 К.

## Планетная система
В 2018 году командой астрономов, работающих в рамках обзора HATSouth, было объявлено об открытии планеты HATS-41 b.